# Zoofòbia
La zoofòbia és un temor patològic als animals. Si es pateix a l'edat adulta, normalment és seqüela d'angoixes infantils, ja sigui com a conseqüència d'atac d'animals petits (gossos, gats, etc.) o per errors educatius (por infantil de ser devorat pel llop o a sofrir danys corporals per animals com serps, estones, etc. motivat per frases desafortunades d'educadors sapastres).